# Le Camp des saints
Le Camp des saints est un roman de l'écrivain français Jean Raspail, publié en 1973.
Le roman décrit la submersion de la civilisation occidentale, la France en particulier, par une immigration massive venue du delta du Gange. Un million de « miséreux » prennent d'assaut des cargos. Les immigrants voguent alors vers un Occident incapable de leur faire modifier leur route. 
Les bateaux s'échouent sur la Côte d'Azur, sous l'œil impuissant de pouvoirs publics désarmés face à la veulerie de la population autochtone, la lâcheté de l'administration préfectorale et l'affaiblissement de l'armée française. Ainsi cette « submersion » résulte-t-elle de l'incapacité tant des pouvoirs publics que de la population à réagir face à cette invasion pacifique mais lourde de conséquences pour la nature d'une civilisation déjà ancienne, en plus d'un aveuglement de la part d'un clergé catholique trop favorable à l'accueil de populations immigrées.
Le roman devient un ouvrage de référence pour l'extrême droite française.

## Genèse
L'origine du roman est liée à une réflexion de l'auteur alors qu'il séjournait dans la villa d'un ami sur la Côte d'Azur et se demandait ce qui se passerait si tous les déshérités du tiers monde débarquaient en France à la recherche d'une vie meilleure. Il en tira une chronique intitulée « L'Armada de la dernière chance », publiée dans Le Figaro le 6 mai 1971, et écrivit alors le roman, au cours des dix-huit mois qui suivirent, dans la villa méditerranéenne de son ami.
Le livre comporte dès sa première parution une citation datée de l'auteur sur l'actualité du sujet. À l'occasion de chacune des réimpressions du livre, Jean Raspail a ajouté de nouvelles citations, également datées, pour prendre acte du changement des mentalités sur le sujet en quelques décennies, de l'incrédulité à la révolte, puis à une apparente résignation abattue. Réédité huit fois, il exerce une influence notable, en particulier dans les milieux de droite et d'extrême droite.
Jean Raspail précise que ce livre, qui est son roman le plus connu, a eu la chance d'avoir été publié à une époque (en 1973) où l'immigration ne posait pas encore problème, et surtout avant l'entrée en vigueur de lois (Pleven, Gayssot, Lellouche et Perben) qui en interdiraient aujourd'hui la sortie. L'auteur a d'ailleurs inséré à la fin du roman une liste des 87 passages qui pourraient lui valoir des ennuis judiciaires. Cependant, le livre étant sorti antérieurement à ces lois,  son auteur échappe à toute poursuite,.

### Origine du titre
Le titre est tiré d'un passage de l'Apocalypse dans lequel Satan encourage la plupart des nations de la Terre à se réunir pour la bataille finale contre le « camp des saints », avant d'être vaincu pour l'éternité :
« Quand les mille ans seront accomplis, Satan sera relâché de sa prison. Et il sortira pour séduire les nations qui sont aux quatre coins de la terre, Gog et Magog, afin de les rassembler pour la guerre ; leur nombre est comme le sable de la mer. Et ils montèrent sur la surface de la terre, et ils investirent le camp des saints et la ville bien-aimée. Mais un feu descendit du ciel, et les dévora. »

## Résumé
L'auteur met en scène des miséreux originaires du delta du Gange. Ses personnages capturent des cargos et contournent l'Afrique en multipliant les déclarations de force. Ils débarquent « en masse grouillante où on ne distingue pas les visages, inhumains, les uns des autres ».
Ils se dirigent ensuite en masse vers le Nord de la France, rejoints par les immigrés déjà établis et qui viennent grossir leur armée. Au passage, ils violent les femmes et les filles de militants de gauche. L'ouvrage décrit une submersion migratoire brutale, qui devient une invasion, ainsi que la trahison des élites. Arrivés en Angleterre, les envahisseurs obligent la reine à marier son fils à une Pakistanaise. 

## Propos de Jean Raspail sur son œuvre

### Sur la genèse de l’œuvre et son écriture
Jean Raspail commence la rédaction du roman en 1972, lors d'un séjour dans une villa bordant la Méditerranée, plus précisément à Boulouris, près de Saint-Raphaël. L'auteur s'y attelle sans plan préconçu. Interrogé par Le Figaro en 2011, Jean Raspail revient sur son travail :

« C'est un livre inexplicable, écrit il y a presque quarante ans, alors que le problème de l'immigration n'existait pas encore. J'ignore ce qui m'est passé par la tête. La question s'est posée soudain : “Et s'ils arrivaient ?” Parce que c'était inéluctable. Le récit est sorti d'un trait. Lorsque je terminais le soir, je ne savais pas comment j'allais poursuivre le lendemain. Les personnages ont surgi, inventés au fur et à mesure. De même pour les multiples intrigues. »

L'auteur précise avoir voulu condenser en vingt-quatre heures (le temps de l'action) une « infiltration » qui, « dans la réalité », existe sur « plusieurs décennies ». Pour Jean Raspail, il s'agissait de livrer un texte allégorique en utilisant certaines règles du théâtre classique, notamment celle des unités de temps, de lieu et d'action.

### Sur les thèmes et le message du roman
En 2004, soit 31 ans après, l'auteur revient sur son roman dans une tribune du Figaro intitulée « La patrie trahie par la République », consacrée au thème de la série : « Qu'est-ce qu'être français aujourd'hui ? » Il y explique que, s'il s'était trompé sur la forme de l'invasion, l'histoire lui a donné raison sur le fond. Cet article lui vaut, ainsi qu'au Figaro, une plainte de la LICRA qui sera finalement déboutée.
Dans la préface de la troisième édition, rédigée en 2006, Raspail estime ne rien avoir à regretter de ce qu'il avait écrit. En 2011, il explique :

« Ne l'ayant pas ouvert depuis un quart de siècle, je vous avouerai qu'en le relisant pour sa réédition, j'ai sursauté moi-même, car avec l'arsenal de nouvelles lois, la circonspection s'est installée, les esprits ont été formatés. Dans une certaine mesure, je n'y échappe pas non plus. Ce qui est un comble ! Mais je ne retire rien. Pas un iota. Je me réjouis d'avoir écrit ce roman dans la force de l'âge et des convictions. C'est un livre impétueux, désespérant sans doute, mais tonique, que je ne pourrais plus refaire aujourd'hui. J'aurais probablement la même colère, mais plus le tonus. C'est un livre à part de tous mes autres écrits. On y trouve des accents à la Marcel Aymé, une dose de Shakespeare pour la bouffonnerie tragique, un peu de Céline, un peu d'Abellio, une touche de Jacques Perret. D'où vient cette histoire ? Elle m'appartient, et pourtant, elle m'échappe, comme elle échappera aux possibles poursuites : quelles que soient les procédures, ce roman existe. »

En 2009, lors d'un entretien privé avec Jean Robin, Raspail lui révéla qu'il avait choisi les musulmans en tant que résistants au parcours des bateaux indiens, et non en tant qu'envahisseurs, car « l'islam a gardé cette virilité qui nous manque » et constitue « un modèle » pour lui.

## Accueil du roman

### Lors de sa première édition
Le livre connaît une réception plutôt positive auprès d'une partie de la critique, tandis que l'autre garde le silence. Beaucoup soulignent non seulement ses qualités littéraires, mais aussi son aspect « prophétique ». Jean Cau s'interroge en ces termes :

« Et si Raspail, avec Le Camp des saints, n'était ni un prophète ni un romancier visionnaire, mais simplement un implacable historien de notre futur ? »

L'éditeur Robert Laffont imprime 20 000 exemplaires, adresse une lettre spéciale à 350 libraires influents et tente d'obtenir un article dans Le Monde des livres, sans y parvenir. Des auteurs classés à droite comme Jean Cau, Louis Pauwels ou Michel Déon font la promotion du livre, qui se vend à 15 000 exemplaires à sa sortie.
Le succès du roman ne cessera de croître au fil des mois, pour atteindre les 40 000 exemplaires en 1975. L'éditeur Charles Scribner le traduit en anglais la même année. Le roman connaît alors un certain succès auprès des personnalités politiques et des hommes d'influence de l'époque. Le comte Alexandre de Marenches offre le livre à Ronald Reagan, qui se dira impressionné par sa lecture. François Mitterrand, Robert Badinter et Jean-Pierre Chevènement auraient également lu le livre, selon les déclarations de l'auteur. Samuel Huntington, dans son essai Le Choc des civilisations, qualifie le roman d'« incandescent ». Henri Amouroux, cité par Jean Raspail lui-même, se serait écrié après la lecture du roman : « Ah, mon Dieu, je n'ai jamais vu de prophète de ma vie, vous êtes le premier ! ». Le roman connaît également un succès dans les milieux d’extrême droite.
Succès commercial des éditions Robert Laffont, Le Camp des saints est traduit en plusieurs langues (espagnol, portugais, italien, afrikaans et allemand s'ajoutent à l'anglais). Il s'en écoule en moyenne 5 000 exemplaires par an. Le livre est réédité deux fois en édition de poche, en 1981 puis en 1989. Aux États-Unis, c'est l'héritière et philanthrope d'extrême-droite Cordelia May (en) qui en assure la deuxième édition en 1983 et favorise son ancrage dans le paysage intellectuel américain ; elle soutient également John Tanton, un ex-écologiste malthusien devenu un des leaders du mouvement anti-immigration, qui publie la réédition de 2001.
En 2002, Jean Raspail suggère à Nicole Lattès, directrice générale de Laffont, de rééditer le roman, assorti d'une nouvelle préface. Celle-ci, intitulée Big Other, effraie les membres de la maison d'édition, qui craignent d'être poursuivis pour incitation à la haine raciale. Jean Raspail refuse de céder et appelle son ami Jacques Trémolet de Villers, qui parvient à convaincre la maison d'édition de conserver la préface, sans en changer la moindre ligne. Le livre contient toutefois un avant-propos signé de Leonello Brandolini, le PDG des éditions Robert Laffont, qui justifie la publication du roman et de sa préface tout en exprimant ses réserves sur les thèses véhiculées par l'auteur.

### Lors de sa huitième réédition en 2011
En janvier 2011, les éditions Robert Laffont font paraître une nouvelle édition précédée d'une nouvelle préface, intitulée Big Other. Le mois suivant, le roman est classé numéro un des meilleures ventes dans la littérature française par les sites de vente sur Internet Fnac.com et Amazon.fr,. 20 000 exemplaires sont vendus entre février 2011 et avril 2011.
Plusieurs journaux reviennent sur le roman. Thomas Mahler, dans Le Point, évoque une « ambiance à la fois millénariste et bouffonne ». Daniel Schneidermann, dans Libération, qualifie le livre d'« odieusement raciste ». S'il lui reconnaît des qualités littéraires, dont sa force d’évocation et un intérêt sociologique, le journaliste évoque la description des immigrés, ramenés à leur « puanteur » ainsi que leur dépersonnalisation tout au fil du roman :

« Pas un seul, dans ce million d’Indiens, n’est doté par le romancier d’un visage humain, ou de réactions humaines. C’est une masse grouillante, informe et menaçante. Noirs et Arabes, jetés sur les routes par la débâcle française devant cette invasion pacifique, ne sont que des délinquants et des violeurs. »

Aude Lancelin explique dans Le Nouvel Observateur que le roman « n’est pas un florilège ordinaire d’opinions douteuses, mais un authentique morceau de névrose raciale. » En s'appuyant sur l'étude du registre lexical associant la figure de l’étranger avec celles de l'excrément, du monstre ou du rat, elle conclut :

« Sans ambiguïté, autant par le vocabulaire que par l’imaginaire, on est là au plus intime du fascisme : moins système politique que production de “l’Autre” comme d’un réel cauchemardesque appelant l’anéantissement. »

Jérôme Dupuis se livre à un résumé de l'intrigue et à son analyse dans L'Express :

« Effrayés par cette racaille, les Français blancs fuient, laissant le champ libre à cette masse puante, qui se livrait déjà à un gigantesque enculage en couronne [sic] sur les bateaux et profite de nos hôpitaux, écoles et supermarchés, non sans violer quelques Blanches au passage. Seul un dernier carré de Blancs résiste. Et qu'ont-ils de plus pressé à faire avant de mourir ? Abolir la législation de 1972 sur la discrimination raciale… Par son lexique, sa brutalité et ses provocations, Le Camp des saints est incontestablement un ouvrage d'extrême droite. »

Jérôme Leroy écrivain et rédacteur en chef culture de Causeur, publie le 13 mars 2011 un article intitulé « Jean Raspail, ou le splendide malentendu » avec en sous-titre « Le Camp des saints, roman prophétique ». Il y écrit entre autres :

« La contradiction, en effet, était rude, y compris pour Raspail lui-même, profondément catholique et royaliste. Perdre son âme en déclenchant un massacre pour sauver une civilisation ou perdre cette civilisation. Je ne suis pas certain, aujourd’hui, que la subtilité douloureuse de ce dilemme ait traversé la tête de tous les jeunes gens de droite dont je parlais plus haut. »

Depuis sa publication jusqu'en 2016, il s'est vendu 110 000 exemplaires du Camp des saints, dont près de 40 000 depuis entre la réédition de 2011 et 2016.

### Autres commentaires
Jean-Marc Moura, professeur de littérature francophone et de littérature comparée, explique dans son ouvrage L'Image du tiers-monde dans le roman contemporain que la structure du roman oppose un espace organisé, l'Occident, à ce qu'il décrit comme un « flux énorme et malin venu du Tiers-Monde », et que Jean Raspail nomme les « Barbares » de l'hémisphère Sud. Il prend pour cela en compte les métaphores utilisées par l'écrivain pour les rattacher à un fond iconographique et idéologique : « l'animalité, la noirceur, l'abîme mouvant formé par la foule. »
L'animalisation des personnages d'immigrés est rattachée aux figures de l'abrutissement, de la puanteur et de l’obscénité. Leurs descriptions relèvent du « symbolisme thériomorphe, archétype du grouillement anarchique et inquiétant ». L'universitaire cite la noirceur liée à la figure de l'immigré, qui renvoie, lui, au « symbolisme nyctomorphe, articulant les différentes images des ténèbres ». Et le triomphe des populations immigrées à la fin du récit doit être rapproché du « symbolisme catamorphe où se développent les images de la descentes aux abîmes ».
Jean-Marc Ela et Anne-Sidonie Zoa prolongent cette analyse dans leur ouvrage Fécondité et migrations africaines : les nouveaux enjeux en insistant sur l'antagonisme classique entre Occident et Tiers-Monde, lumière et ténèbres, blancheur et saleté, civilisation et barbarie, qui court dans le roman et qui plonge ses racines dans l'évocation de l'Apocalypse, rappelant au passage l'ancienneté de ces fictions où l'immigré est désigné comme l'ennemi.

## Influence
C'est un livre de référence pour l'extrême droite française, qui considère que l'ouvrage est « visionnaire »,, et surnomme parfois son auteur « le Prophète ».
En 2015, dans le contexte de la crise migratoire en Europe, Marine Le Pen, qui l'a lu pour la première fois à 18 ans et qui possède une édition originale dédicacée par Jean Raspail, qualifie Le Camp des saints de « visionnaire » et « invite les Français à [le] lire ou [le] relire ». Pour Libération, ce livre qui décrit une apocalypse migratoire est l'un des préférés de la présidente du Rassemblement national.
Le livre est devenu très populaire chez les nationalistes blancs américains à partir de 2011.
Le Camp des saints est mentionné en 2017 comme une influence et une référence récurrentes dans la pensée politique de Stephen Bannon, le conseiller stratégique du président Donald Trump.
Le livre est cité par Tom Van Grieken, président du parti d'extrême-droite flamand Vlaams Belang, comme l'un des cinq livres qui ont changé sa vie.
Le politologue Jean-Yves Camus dresse un parallèle entre les idées du terroriste auteur de l'attentat de Christchurch et le roman dystopique de Raspail.

## Éditions
Le roman a été traduit en anglais (1975), en espagnol (1975), en portugais (1977), en allemand (traduction partielle en 1985, complète 2015), en italien (1998), en polonais (2006), en tchèque (2010) et en flamand (2015).
- Robert Laffont, Paris, 1973
- Club français du livre, Paris, 1974
- Charles Scribner's Sons, New York, 1975
- Plaza y Janès, Barcelone, 1975
- Publicações Europa-América, Lisbonne, 1977
- Ace Books, New York, 1977
- Sphere Books, Londres, 1977
- Robert Laffont, Paris, 1978
- Plaza y Janès (Varia), Barcelone, 1979
- Le Livre de poche, Paris, 1981
- Institute for Western Values, Alexandria Va, États-Unis, 1982
- Robert Laffont, Paris, 1982
- Hohenrrain Verlag, Tübingen, 1987, 2006, Antaios 2015 (nouvelle traduction autorisée)[33]
- J'ai lu, Paris, 1989
- Oranjewerkers Promosies, Pretoria, 1990
- Edizioni di Ar[34], Padoue, 1998
- Robert Laffont, Paris, 2002
- Klub Ksiazki Katolickiej, Poznan, 2006
- Altera, Barcelone, 2007
- Ing Radomia Fiuska, Prague, 2010
- Robert Laffont, Paris, 2011
- Uitgeverij Egmont[35], Bruxelles, 2015
- Uitgeverij de blauwe tijger[36], Groningen, 2016

## Livre audio
- Jean Raspail, Le Camp des saints, précédé de Big Other, Paris, Audible, 14 janvier 2016 Texte intégral du roman, précédé de la préface de la réédition de 2011 ; interprète : Christophe Bonzom ; support : téléchargement MP3 ; durée : 13 h 11 min.

### Radio
- Série « Comment les livres changent le monde ». Épisode 11/30 : 1973 : Jean Raspail, Le Camp des Saints, France Culture, le 19 juillet 2021